# Соллогуб, Лев Иванович
Граф  Лев Ива́нович Соллогу́б  (1785 — между 1829 и 1841) — полковник русской императорской армии из рода Соллогубов, владелец усадьбы Никольское-на-Черемшане, дядя писателя В. А. Соллогуба.

## Биография
Сын графа Ивана Антоновича Соллогуба (1742—1812), генерал-адъютанта короля Станислава-Августа и генерал-майора русской службы, обладавшего большими поместьями в Литве, Белоруссии и Польше; и его второй жены, фрейлины Натальи Львовны Нарышкиной (1761—1819). Назван в честь деда — обер-шталмейстера Льва Нарышкина. Благодаря родне матери обладал широкими связями в высшем свете; его сестра была замужем за сенатором Г. С. Голицыным.
Службу начал 29 марта 1801 года в Кавалергардском полку, с 22 января 1802 года корнет, с 1803 года поручик. 13 марта 1805 года уволен от службы штабс-ротмистром, с мундиром. Через год, 8 марта 1806 года, поступил в Лейб-гвардии Гусарский полк и выбран казначеем; 15 января 1807 года штабс-ротмистром. В кампанию 1807 года участвовал в сражениях при Гутштате, Гейльсберге и Фридланде, где контужен ядром в голову и 7 ноября того же года уволен в отставку, с мундиром.
5 августа 1812 года Соллогуб поступил майором в формируемый в Москве графом Салтыковым полк, названный потом Иркутским гусарским; 23 августа того же года «истребован и находился» при Кутузове, с зачислением по армейской кавалерии. Участвовал при занятии г. Вереи Дороховым, под Тарутиным в отряде графа Орлова-Денисова и под Никольским «при разбитии» французских гвардейских драгун; под Вороновым (20-22 сентября), под Малым Ярославцем (9 и 10 октября).
При дальнейшем преследовании французов до границы Силезии командовал кавалерийским отрядом и за отличие произведён в полковники. Оставался в г. Бунцлау до кончины князя Кутузова и сопровождал тело его, по Высочайшему повелению, до Петербурга, где и оставался при особых поручениях управлявшего Военным министерством князе Горчакове. 20 января 1817 года уволен за ранами полковником и с мундиром.
Соллогуб жил на широкую ногу, пока неудачные финансовые спекуляции не закончились его совершенным разорением. «В 1816 году за ним показано в Могилёвской губернии имение, нераздельное с братом Александром, 9600 душ, которые затем были проданы казне». Из-за тяжёлого финансового положения после образования Третьего отделения (1826) граф Соллогуб обратился с просьбой принять его на службу в качестве секретного агента. На сумму, оставшуюся от его значительного состояния, он приобрёл в Симбирской губернии крупное село Никольское-на-Черемшане.

## Семья
Жена (с 27 мая 1808 года) — княжна Анна Михайловна Горчакова (03.11.1793—28.10.1854), родная сестра канцлера А. М. Горчакова; дочь генерал-майора князя Михаила Алексеевича Горчакова (1768—1831) от брака его с вдовой баронессой Еленой Васильевной Остен-Сакен, ур. Ферзен (1766—1822).
Венчание было в Петербурге в соборе Св. Исаакия Далматского, поручителями были Н. И. Пещуров и граф А. Г. Бобринский. По отзывам современника, Анна Михайловна была очень хороша собой, несмотря на то, что ещё в молодости чрезвычайно пополнела. Последние годы жила в принадлежавшем ей имении в Тульской губернии. В браке имела детей:
- Наталья Львовна (08.05.1809— ?), фрейлина, красавица, по отзыву А. И. Кошелева — прелестная женщина[4]. В 1826 году к ней сватался полковник Эдвард Купер[5], но получил отказ. В 1828 году вышла замуж за дипломата Александра Михайловича Обрескова (1789—1885), сына М. А. Обрезкова. Жена английского посланника леди Дисборо писала, что «выбором прелестной мисс Соллогуб стал Обрезков, который беден, хил и к тому же носит парик. Они плохая пара. Свет, который обсуждает все личные дела с великим упорством, очень недоволен»[6].
- Лев Львович (12.07.1810—15.12.1872), окончил Школу гвардейских подпрапорщиков и юнкеров, прапорщик лейб-гвардии Измайловского полка. Полковник (1851), генерал-майор, с 1861 года в отставке. Состоял в римско-католической вере, 17 декабря 1857 года в Симеоновской церкви на Моховой перешёл в православие[7]. Был женат на Марии Николаевне Руссет-Розновано (1815, Яссы — 13.03.1899, Неаполь). Оба похоронены на Волковском православном кладбище.
- Владислав Львович (1811—1812)
- Надежда Львовна (1815—1903), выпускница Екатерининского института, фрейлина великой княгини Елены Павловны, слывшая одной из первых красавиц Петербурга. В 1836 году в Штутгарте вышла замуж за Алексея Николаевича Свистунова (1808—1872), отставного штабс-ротмистра, брата декабриста. По отзыву Д. Фикельмон, она «была очень хорошенькая, с изящными чертами и красивыми глазами, но с маловыразительным и абсолютно лишенным свежести лицом. Она — одна из тех, которые могут нравиться или вовсе нет»[8]. А. О. Смирнова писала: «У великого князя новая пассия, Надина Свистунова. У неё обольстительное лицо и она глупее своей сестры Обрезковой, но доброе существо»[9].
- Георгий Львович (род. 1816)
- Николай Львович (род. 1819), ротмистр, коннозаводчик, был женат (с 30 апреля 1850 года)[10] на Марии Александровне Скуратовой.
- Вера Львовна (1820—1882), выпускница Екатерининского института, с 1851 года замужем за Платоном Ивановичем Паншиным (1817—20.05.1863[11]), русским консулом в Любеке, сослуживцем и знакомым поэта Лермонтова. Современник писал: «Наш преподобный Паншин женился на графине Соллогуб и тотчас после свадьбы уехал в Москву. Жена его предоброе существо, но, можно ли было подумать, что Паншин (ходячие счета) женится на девушке без состояния. Так часто бывает ум с сердцем не в ладу, и это говорит в пользу нашего Паншина»[12]. Умер от воспаления в мозгу, похоронен на городском кладбище в Любеке.
- Елена Львовна (род. 1822), замужем (с 19 августа 1842 года)[13] за генерал-майором Василием Васильевичем Энгельгардтом (1819—1868), внуком сенатора В. Энгельгардта. Венчались в Петербурге в Симеоновской церкви, поручителями по жениху был А. Н. Ольхин, по невесте — П. В. Энгельгардт и граф И. И. Воронцов-Дашков.

- Надежда Львовна,
дочь
- Наталья Львовна,
дочь
- Мария Николаевна, невестка
- Лев Львович,
сын